# Râul Lazu, Agigea
Râul Lazu este un curs de apă, care se varsă în ramura Agigea a Canalului Dunăre-Marea Neagră. 